# Głuchy Bór
Głuchy Bór (dodatkowa nazwa w j. kaszub. Głëchi Bór; niem. Gluchibor) – mała kaszubska osada leśna w Polsce położona w województwie pomorskim, w powiecie kościerskim, w gminie Dziemiany na obszarze Wdzydzkiego Parku Krajobrazowego. Osada wchodzi w skład sołectwa Piechowice. Siedziba leśnictwa Głuchy Bór i Przerębska Huta (podległych pod Nadleśnictwo Lipusz).
W latach 1975–1998 miejscowość położona była w województwie gdańskim.
W pobliżu miejscowości, w obrębie leśnym Dziemiany, w oddziale 246l (współrzędne 53°59'40.35"N, 17°50'04.45"E) przewidywano utworzenie powierzchniowego pomnika przyrody Buczyna w Leśnictwie Głuchy Bór o powierzchni 0,92-0,97 ha. Stanowisko ochronne miałoby objąć część około 150-170-letniego lasu bukowego (z drzewostanem sięgającym wysokości 28 metrów i pierśnicy dochodzącej do 1 metra). Występują tu również dąb bezszypułkowy i brzoza. Najbliższymi miejscowościami są Jastrzębie Dziemiańskie i Piechowice.